# South Killingholme
South Killingholme is een civil parish in het bestuurlijke gebied North Lincolnshire, in het Engelse graafschap Lincolnshire met 1108 inwoners.